# 1142 Aetolia
1142 Aetolia là một tiểu hành tinh vành đai chính ngày Vành đai tiểu hành tinh, được phát hiện bởi Karl Wilhelm Reinmuth ngày 24 tháng 1 năm 1930 ở Heidelberg. It orbits once every 6 năm. Nó được đặt theo tên Greek region Aetolia, và tên chỉ định ban đầu của nó là 1930 BC.